# Sportåret 1826

## Händelser

### Boxning

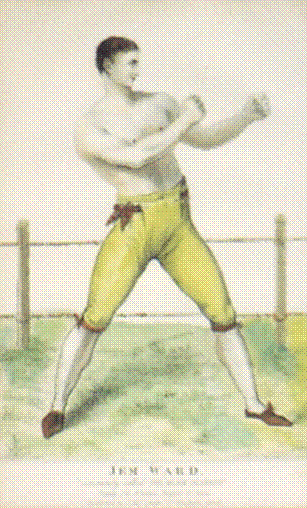
Jem Ward.

- 30 juni – Jem Ward besegrar Phil Sampson i Norwich och försvarar därmed sin engelska mästerskapstitel i tungvikt. Matchen varar i tio ronder.[1]

### Cricket
- Okänt datum – Sussex CCC vinner County Championship (en inofficiell titel fram till 1890, då de första officiella mästarna koras).